# 간접손실
간접손실이란 공익사업의 시행 또는 완성후의 시설이 간접적으로 사업지 밖의 재산권에 가해지는 손실이며, 이에 대한 보상을 간접손실보상이라고 한다. 
현행법상 간접손실보상에 대하여는 공익사업법 제73조,74조에 의한 잔여지보상 및 제75조의2에 의한 잔여건축물에 대한 보상과 동법 제79조 제2항에 의한 공익사업지구 밖의 토지 등에 대한 보상이 있다. 

## 인정요건
간접손실이 인정되기 위해서는 (1) 공공사업의 시행으로 사업시행지 이외의 토지소유자 등이 입은 손실이어야 하고, (2) 그 손실이 공공사업의 시행으로 인하여 발생하리라는 것이 예견되어야 하고, (3) 손실의 범위가 구체적으로 특정화될 수 있어야 한다. 